# Bruno Limido
Bruno Limido, né le 7 mars 1961 à Varèse en Lombardie, est un joueur de football italien, qui jouait en tant que milieu de terrain.

## Biographie
Né à Varèse, il est formé par le club de sa ville, l'Associazione Sportiva Varèse 1910, avec qui il fait ses débuts professionnels en 1978, où il reste jusqu'en 1980. Il y rejoue à deux reprises, de 1981 à 1982 puis à la fin de sa carrière de 1990 à 1992.
Durant ses douze années de carrière, il évolue également du côté de l'US Avellino à deux reprises, entre 1980 et 1981, puis entre 1982 et 1984, année où il rejoint le géant du nord de la Juventus de Turin pour une saison.
Il rejoint ensuite le Bologne FC 1909, puis l'Atalanta Bergame. En 1987, il rejoint les sudistes de l'US Lecce pour une saison, avant de signer à l'AC Cesena. Il est ensuite transféré chez le club local de division inférieure du Solbiatese Arno Calcio en 1989.

## Palmarès
- Supercoupe de l'UEFA 1984 : (1)
  - Vainqueur : 1984.

- Coupe des clubs champions européens : (1)
  - Vainqueur : 1984-1985.